# Кириченко, Пётр Алексеевич
Кириченко Пётр Алексеевич (бел. Кірычэнка Пётр Аляксеевіч; род. 1959, Горловка, Сталинская область) — председатель Гомельского городского исполнительного комитета с 19 ноября 2012 года по 12 декабря 2022 года (с 2005 года по 19 ноября 2012 года — заместитель председателя Гомельского облисполкома).

## Биография
В 1982-м окончил Донецкий политехнический институт, в 1991-м — Институт политологии и социального управления Компартии Белоруссии, а также Минскую высшую партийную школу. Квалификация по диплому: инженер-строитель. Политолог. Преподаватель социально-политических дисциплин в высших и средних учебных заведениях. Проходил службу в рядах Советской Армии, работал в различных производственных организациях и в органах коммунистической партии.. Ранее в ведении Петра Кириченко были вопросы идеологической работы, здравоохранения, образования, культуры, физической культуры, спорта и туризма, средств массовой информации, киновидеопроката, молодежной политики, религиозных конфессий и национальностей, оздоровления населения, социальной защиты, в том числе социальные вопросы по ликвидации последствий катастрофы на Чернобыльской АЭС, гуманитарной помощи, организационного обеспечения выборов, референдумов и иных важных общественно-политических кампаний и мероприятий, проводимых в области, связей с общественными организациями, политическими партиями.
16 ноября 2012 года Президент Беларуси Александр Лукашенко назначил Петра Кириченко председателем Гомельского горисполкома.

## Деятельность на посту председателя Гомельского горисполкома
Возглавляет Гомельский городской исполнительный комитет. Обеспечивает взаимодействие исполнительного комитета и городского Совета депутатов, координирует деятельность местных администраций, отделов, управлений и других подразделений исполнительного комитета.
Представляет исполнительный комитет во взаимоотношениях с городским Советом депутатов, другими государственными органами, органами территориального общественного самоуправления, предприятиями, учреждениями, организациями, объединениями и гражданами.

## Санкции
17 ноября 2022 года, из-за вторжения России на Украину, внесён в санкционный список Канады, так как имел отношение «к размещению и транспортировке российского военного персонала и техники, причастных к вторжению в Украину».